# Brushfire Fairytales
Brushfire Fairytales is het debuutalbum van de Amerikaanse zanger Jack Johnson.

## Tracklist
1. "Inaudible Melodies"
2. "Middle Man"
3. "Posters"
4. "Sexy Plexi"
5. "Flake"
6. "Bubble Toes"
7. "Fortunate Fool"
8. "The News"
9. "Drink The Water"
10. "Mudfootball (For Moe Lerner)"
11. "F-Stop Blues"
12. "Losing Hope"
13. "It's All Understood"

De Britse versie van het album bevat twee liveopnames als bonusnummers: "Inaudable Melodies" en "Flake".